# Kerinci (berg)
Kerinci (Indonesisch: Gunung Kerinci, ook wel Gunung Kerenci, Gadang, Berapi Kurinci, Korinci of Puncak Indrapura) is de hoogste berg van het eiland Sumatra en de hoogste vulkaan van Indonesië. Het is de hoogste berg van Indonesië buiten het eiland Nieuw-Guinea.
De vulkaan, die nog steeds actief is, ligt in het Nationaal Park Kerinci Seblat in het regentschap Kerinci (provincie Jambi), zo'n 130 kilometer ten zuidoosten van Padang, en maakt deel uit van het Barisangebergte.

## Zie ook

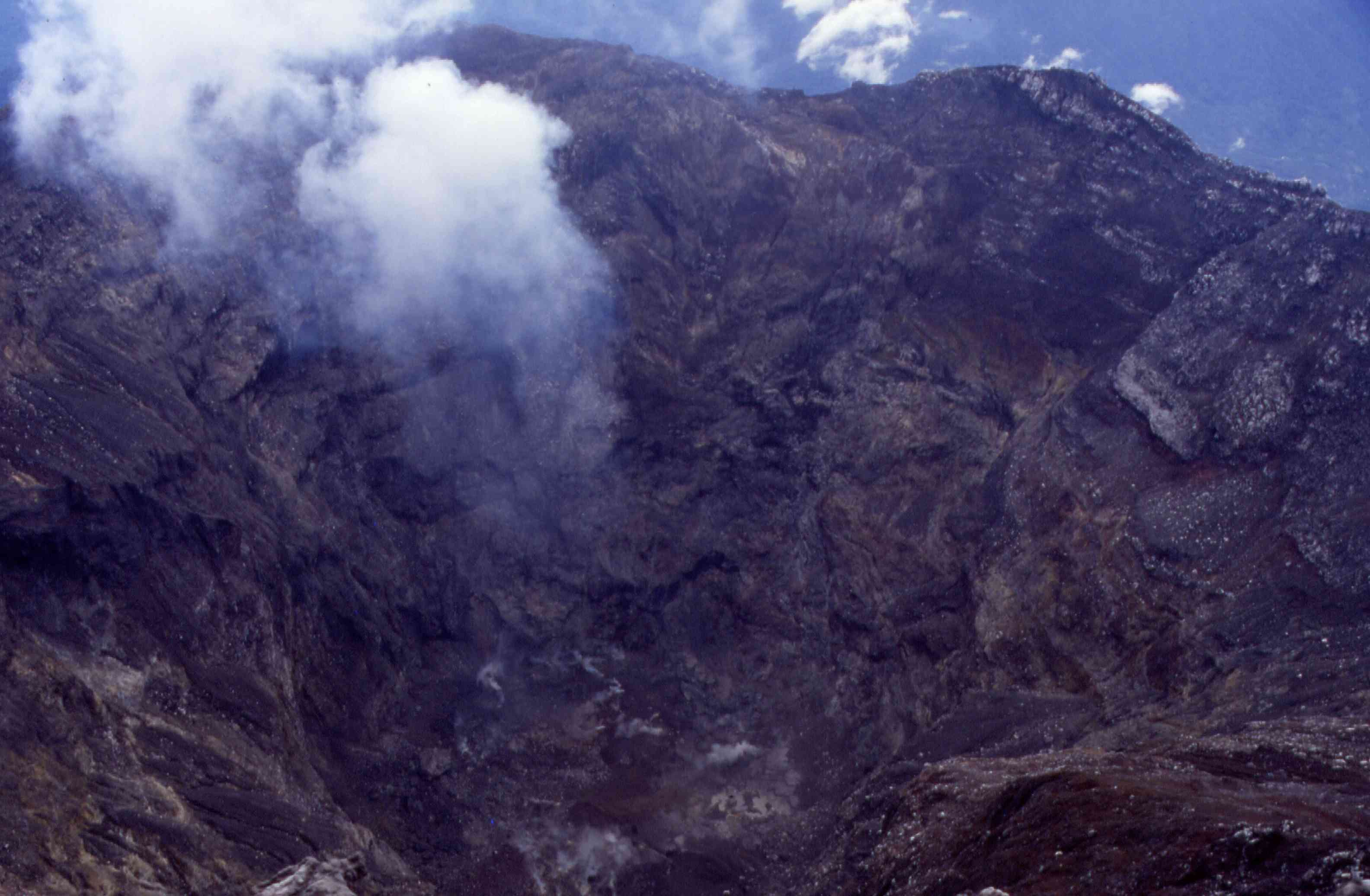
De krater van Kerinci